# CaixaForum Sevilla
CaixaForum Sevilla és un centre cultural de la Fundació La Caixa, situat al Centro Comercial Torre Sevilla, a l'illa de la Cartuja.

## Història
L'any 2009, la Fundació La Caixa va fer pública la decisió de promoure a Sevilla el vuitè centre CaixaForum (el quart fora de Catalunya, juntament amb els de Palma, Madrid i Saragossa), i el maig del 2014 va presentar el projecte, obra de l'arquitecte sevillà Guillermo Vázquez Consuegra. Les obres d'adequació de l'espai dins del complex Torre Sevilla van començar el gener del 2015, i van suposar una inversió de 18 milions d’euros. El nou centre cultural fou inaugurat el 3 de març del 2017 per la presidenta de la Junta d’Andalusia, Susana Díaz; l’alcalde de Sevilla, Juan Espadas, i el president de la Fundació La Caixa, Isidre Fainé.
L'edifici va obtenir l’any 2018 el premi Building of the Year Awards 2018 en la categoria de producte més ben aplicat.

## Edifici
És un edifici de tres plantes, dues de les quals sota terra, al qual s'accedeix per escales mecàniques, de formigó, o per un ascensor que se situa sota d’una gran marquesina d’alumini, que també cobreix una nova claraboia que s'obre per fer arribar la llum natural als nivells inferiors. La marquesina està feta d’escuma d’alumini estabilitzada, construïda amb panells de diversa densitat mitjançant un procés d’injecció d’aire. Els panells s'han confeccionat amb materials lleugers producte d’un aliatge d’alumini i magnesi.
Disposa de 7.500 m² útils sobre una superfície construïda de 8.100 m², a més de dues sales d’exposicions, un auditori, dues aules polivalents, una aula per a tallers, una cafeteria-restaurant i una botiga-llibreria. Les dues sales d’exposicions i l’auditori se situen en el nivell inferior (planta –2), sota la plaça pública que dona accés al centre. Per la seva banda, els espais destinats a la restauració i administració s'han ubicat en el nivell superior.